# 린자성
린자성(중국어: 林家聖, 병음: Lín Jiāshèng, 한자음: 임가성, 1980년 7월 12일 ~ )은 타이완의 은퇴한 축구 선수이다. 잉글랜드 헤이스 FC의 리저브 팀에서 뛰었다.